# Préssec pla
El préssec (melicotó o bresquilla) pla, esclafat, xafat o xinès, o encara préssec tomata, també conegut com a bresquilla del bunyolet (o del bunyol), bresquilla de la tomateta, bresquilla del rollet o fogasseta al País Valencià (Prunus persica var. platycarpa), és una varietat de préssec de forma esclafada, procedent d'una mutació del presseguer. Es coneix amb el nom de doughnut/donut peach o saturn peach en anglès a causa de la seva forma i, per raons desconegudes, com a paraguayo en castellà.

## Descripció
El préssec pla és el resultat d'una mutació del presseguer (P. persica Batsch.) originada a la Xina, fa uns 2000 anys on es coneix amb el nom de pántáo (蟠桃; literalment: 'préssec cargolat'). Aquest fruit va ser esmentat ja al segle xvi a la novel·la Viatge a l'oest, on l'Emperador Jade encarrega a Wukong de tenir cura del Pan Tao Yuan o jardí dels préssecs cargolats. Wukong s'atipa dels rars fruits del jardí i obté la vida eterna. Per això s'anomena també en xinès xiānguǒ 仙果 «fruit dels Immortals», o bé shòutáo 寿桃 «préssec d'immortalitat».
Sembla que fou introduït a Europa el 1820 per l'Anglès Joseph Kirke amb el nom de "préssec de Java", d'on va dur les llavors i, després de dos intents, va ser introduït també als Estats Units el 1869. Els préssecs plans van desvetllar molt poc interès inicialment a Occident, però hi han esdevingut populars d'ençà dels 1990s. El préssec pla present avui dia als nostres mercats és el fruit del presseguer Ferjalou Jalousia, sortit d'un encreueament entre les varietats Kiang-Si i Independence. Darrerament, se n'han obtingut varietats de carn blanca o groga i amb la pell vellutada o llisa, aquests darrers anomenats platarines o platerines.
Els presseguers de préssec pla es conreen principalment en regions temperades i tenen unes exigències de sòl i conreu similars a les de les altres varietats de presseguer com ara la nectarina. N'existeixen diferents varietats: de polpa blanca amb vetes verdoses o vermelloses (o sense), de polpa groga, totalment o parcial despresa de la llavor. Aquests presseguers tenen tendència a florir més aviat que les altres varietats i té unes flors vistoses amb el pristil més curt que els estams. El préssec pla és sovint més dolç que el préssec normal (de 9,01 à 10,69 % de sucres solubles) i lleugerament àcid (menys de 0,4 % d'acidesa). Els fruits són collits des de les darreries de la primavera fins a finals d'estiu.